# VSF Fahrradmanufaktur
VSF Fahrradmanufaktur is een Duitse fietsfabrikant van voornamelijk toer- en trekkingfietsen met traditionele stalen frames, en daarnaast van elektrische fietsen onder het aparte merk e-bike manufaktur.

## Geschiedenis

### Vakorganisatie VSF
De fietsfabrikant is ontstaan vanuit VSF, een onafhankelijke Duitse vakorganisatie met als leden fietsenhandelaars en fietsenmakers.
Tot 2010 stond VSF voor Verbund Selbstverwalteter Fahrradbetriebe, nadien voor Verbund Service und Fahrrad e.V. De zelfbesturende fietsbedrijven ontstonden aan het eind van de jaren zeventig tegen de achtergrond van de oliecrisis, milieubescherming, de vredesbeweging, de beweging van 1968 en de basisdemocratie. De motivatie van de oprichters was om persoonlijke betrokkenheid te combineren met maatschappelijke doelen. Als de markt op een democratische manier door de bevolking wordt georganiseerd, moeten er ecologische producten worden aangeboden die duurzaam en van hoge kwaliteit zijn. Dit moet worden bereikt door in te zetten op goede gebruiksfietsen en door deskundig advies te geven om het fietsverkeer te bevorderen als bijdrage aan de ecologische vervoerstransitie.

De principes zijn hetzelfde gebleven, al moesten de details wel worden aangepast aan de economische realiteit. Zo is een taakverdeling in de bedrijfsorganisatie nu ook in de voorheen alternatieve winkels standaard.

### Oprichting van VSF Fahrradmanufaktur
In 1987 richtten VSF-leden in Bremen de fietsenfabrikant VSF Fahrradmanufaktur op. Het bedrijf produceert hoogwaardige fietsen, die aanvankelijk alleen via VSF-bedrijven werden verkocht. Sinds 1996 worden ze hoofdzakelijk geproduceerd in Oldenburg.

### Verdere ontwikkelingen
Eind jaren negentig kwam VSF Fahrradmanufaktur in financiële moeilijkheden en werd het in 1999 uiteindelijk overgenomen door Prophete en werd het een deel van Cycle Union GmbH. Na een hackeraanval gingen Prophete en Cycle Union in 2022 failliet. Ze werden vervolgens samen met hun dochteronderneming VSF Fahrradmanufaktur overgenomen door de strategische investeerder Dutech uit Singapore, die zich richt op milieuvriendelijke en groene technologie.
Sindsdien is VSF Fahrradmanufaktur een merk voor klassieke fietsen met traditionele stalen frames en moderne, hoogwaardige techniek. De focus ligt daarbij op duurzame toer- en trekkingfietsen en sinds 2021 ook op gravelbikes. Sinds 2016 verkoopt het elektrische fietsen onder het aparte merk e-bike manufaktur.